# Edema pulmonar
Un edema pulmonar es una acumulación anormal de líquido en los pulmones, en especial los espacios entre los capilares sanguíneos y el alvéolo. También llamado edema agudo de pulmón, la acumulación de líquido en los pulmones dificulta el intercambio de oxígeno entre estos y la sangre. Tiene un comienzo repentino, muchas veces nocturno; es una de la mayores emergencias médicas y requiere de atención profesional inmediata, ya que está en riesgo la vida del individuo.

## Causas
El edema pulmonar generalmente es causado por insuficiencia cardíaca. A medida que el corazón deja de funcionar, la presión en las arterias que van al pulmón comienza a elevarse y, por lo mismo que dicha presión se incrementa, el líquido impulsado hacia los alvéolos. Este líquido se comporta como una barrera que interrumpe el movimiento normal del oxígeno a través de los pulmones, provocando dificultad para respirar.
También puede ser causado por una lesión directa en el pulmón, por un gas venenoso (común en los incendios productores de grandes humos) o una infección grave. El daño pulmonar y la acumulación de líquido, que es generalizado en el cuerpo también se observa en la insuficiencia renal, por las grandes pérdidas de proteínas y la consecuente disminución de la presión oncótica en la sangre en comparación con el espacio intersticial.
El edema pulmonar puede ser una complicación de un ataque cardíaco, filtración o estrechamiento de las válvulas cardíacas (tricúspide o mitral) o cualquier enfermedad cardíaca que ocasione ya sea debilitamiento o rigidez del músculo cardíaco (miocardiopatía). Algunos pocos casos, pueden deberse a otras causas (inhalación de productos químicos, daño primario del pulmón, ahogamiento).

## Fisiopatología
La función pulmonar mecánica se ve alterada por disminución de la distensibilidad pulmonar y por resistencia aumentada de las vías aéreas causado por el edema intraductal, broncoconstricción refleja y el establecido edema intersticial. En la fase temprana se nota hipoxemia por disminuida capacidad de difusión de oxígeno, alteración de la ventilación/perfusión y pequeños shunt. La presión parcial de CO2 en principio permanece normal o ligeramente disminuida por estimulación de receptores pulmonares: quimioreceptores por baja presión parcial de O2 y por receptores de estiramiento estimulados por el edema ocupante.
En la fase tardía, con hipoxemia moderada, se produce hipercapnia, acidosis respiratoria y depresión del centro respiratorio.

## Clasificación
El edema pulmonar, según su localización, puede ser:
- Intersticial
- Alveolar

Según la causa que lo origina se clasifica en:
- Hemodinámica
- Insuficiencia ventricular izquierda o enfermedad mitral.
- Pulmón de shock, por aumento de la permeabilidad capilar.

## Clínica
Los signos clínicos principales son:
- Dificultad o insuficiencia respiratoria, es la sensación de "falta de aire" o "asfixia".
- Sensación de opresión torácica
- Sonidos roncos al respirar
- Sibilancias
- El individuo se sienta un poco inclinado hacia adelante, cubierto de sudor, pálido.
- Dificultad para respirar al acostarse (ortopnea), lo que hace que el paciente necesite dormir con la cabeza levantada o usar almohadas adicionales.
- Cosquilleo en la garganta que provoca excesos de tos.
- Ansiedad, inquietud
- Sudoración excesiva
- Piel pálida
- Tos y es posible expectoración con sangre

Otros signos asociados con esta enfermedad son:
- Aleteo nasal
- Expectoración sanguinolenta
- Incapacidad de hablar
- Disminución en el nivel de conciencia.

## Diagnóstico
El médico llevará a cabo un examen físico y utilizará un estetoscopio para auscultar los pulmones y el corazón. El paciente puede presentar:
- Aumento de la frecuencia cardíaca y respiratoria
- Sonidos crepitantes en los pulmones o sonidos cardíacos anormales.
- Palidez o coloración azulosa de la piel (cianosis)

Los posibles exámenes son:
- Niveles de oxígeno en la sangre: bajos en pacientes con edema pulmonar (hipoxemia)
- Una radiografía de tórax que puede revelar líquido en o alrededor del espacio pulmonar o un agrandamiento del corazón.
- Ecografía del corazón (ecocardiograma) que puede mostrar un músculo cardíaco débil, filtración o estrechamiento de las válvulas cardíacas o líquido rodeando el corazón.

## Tratamiento
El oxígeno se administra por medio de una mascarilla o de diminutas cánulas plásticas colocadas en la nariz. Igualmente, se puede poner un tubo de respiración en la tráquea y es posible que se necesite un respirador (máquina de respiración).

### Edema pulmonar cardiogénico
El edema pulmonar cardiogénico agudo a menudo responde rápidamente al tratamiento médico. Se administra un diurético de asa como furosemida, a menudo junto con morfina para reducir la dificultad respiratoria. Tanto los diuréticos como la morfina pueden tener efectos vasodilatadores, pero se pueden usar vasodilatadores específicos (en particular, trinitrato de glicerilo intravenoso) siempre que la presión arterial sea adecuada.
Se ha demostrado que la presión positiva continua en las vías respiratorias y la presión positiva binivel en las vías respiratorias (CPAP/BiPAP) reducen la mortalidad y la necesidad de ventilación mecánica en personas con edema pulmonar cardiogénico grave.
Es posible que se presente edema pulmonar cardiogénico junto con shock cardiogénico , en el cual el gasto cardíaco es insuficiente para sostener una presión arterial adecuada. Esto se puede tratar con agentes inotrópicos o con un balón de contrapulsación intraaórtico , pero se considera un tratamiento temporal mientras se aborda la causa subyacente.
Es preciso identificar y tratar rápidamente la causa del edema. Por ejemplo, si un ataque cardíaco ha causado la afección, se debe tratar y estabilizar el corazón. La medida más importante que se debe tomar mientras llega la ayuda profesional es mantener al paciente sentado, con las piernas colgando, ya que acostarlo agravaría aún más la dificultad respiratoria.

## Pronóstico
Aunque el edema pulmonar puede ser una afección potencialmente mortal, con frecuencia se puede tratar y la recuperación depende de lo que lo esté causando.

## Complicaciones
Algunos pacientes pueden necesitar el uso de un respirador durante un tiempo prolongado.

## Situaciones que requieren asistencia médica
Es necesario acudir a la sala de emergencias o llamar al número local de emergencias si se presentan problemas para respirar.

## Prevención
Si la persona padece una enfermedad que puede llevar a un edema pulmonar, debe asegurarse de tomar todos los medicamentos de acuerdo con las instrucciones del médico.